# Resolució 515 del Consell de Seguretat de les Nacions Unides
La Resolució 515 del Consell de Seguretat de les Nacions Unides, fou aprovada el 29 de juliol de 1982, després de recordar les resolucions 512 (1982) i 513 (1982) i reafirmant les Convencions de Ginebra, el Consell va exigir que Israel aixequés el bloqueig a Beirut, la capital del Líban, per permetre-hi una ajuda urgent a la població civil. També va demanar al Secretari General de les Nacions Unides que transmetés el text de la resolució al Govern d'Israel i vigilés l'aplicació de la Resolució 515.
La resolució es va aprovar amb 14 vots contra cap; els Estats Units no van participar en la votació. Israel no va implementar la resolució.